# Gimnazija Ledina
Gimnazija Ledina je splošna gimnazija, ki se nahaja na Resljevi cesti v Ljubljani.

## Zgodovina šole
Poslopje gimnazije je bilo zgrajeno v letu 1867. V Zborniku ob stoletnici piše: "To je solidno grajena in funkcionalno urejena šolska stavba, ki je imela v pritličju v vsakem stranskem traktu po štiri učilnice za deško in dekliško vadnico, v prvem nadstropju v traktih po štiri učilnice za moško in žensko učiteljišče, južni trakt je zavzelo moško, severni pa žensko učiteljišče. V drugem nadstropju južnega trakta je dobil ravnatelj svoje stanovanje, ob Resljevi cesti je bilo v pritličju stanovanje šolskega sluge in proti dvorišču glasbena soba, v prvem nadstropju ob ulici zbornica, proti dvorišču ravnateljeva pisarna, da je imela dostop z moške in ženske strani, v drugem nadstropju je bila risalnica in proti dvoriščni strani fizikalna dvorana; v drugih prostorih so bili kabineti in knjižnica. Novembra 1884 so prišli dijaki obeh zavodov (moško in žensko učiteljišče, op. p.) v novo stavbo. Novo poslopje je stalo tedaj 165.000 goldinarjev."
V potresu leta 1895 je bila stavba močneje poškodovana, tako da so pouk prekinili, uporabo poslopja so dovolili le maturantom, da so se lahko pripravili na zrelostni izpit. V kasnejših prezidavah v letih 1968/69 so strokovnjaki ugotovili, da potres ni poškodoval nosilnega zidovja, še najbolj poškodovano je bilo ostrešje. Stavba je bila bolj uničena med drugo svetovno vojno, ko so se vanjo naselili Italijani. 
Obe svetovni vojni sta delo na učiteljišču ohromili, tako da pouk ni potekal redno.
Po vojni je delo spet steklo, le učni programi so se zamenjali. Ustanova je večkrat spreminjala ime:
- 1967/1968 Pedagoška gimnazija
- 1975/1976 Gimnazija pedagoške smeri
- 1987/1988 Srednja pedagoška šola
- 1991/1992 današnje ime, Gimnazija Ledina

## Organizacija šole
Šola ima v šolskem letu 2008/2009 31 oddelkov v katere je vpisanih 978 dijakinj in dijakov ter 71 redno zaposlenih, od tega je 58 profesorjev.

## Šolska knjižnica
Knjižnična zbirka obsega več kot 15.000 različnih naslovov ali več kot 44.000 enot raznovrstnega gradiva. Gradivo je urejeno po sistemu univerzalne decimalne klasifikacije (UDK-sistem), uporabniki lahko do njega prosto dostopajo. Knjižnica zbira in hrani gradivo z vseh strokovnih področij in leposlovja. Poleg gradiva v slovenskem jeziku nudi tudi gradivo v angleškem, nemškem, španskem, italijanskem, hrvaškem, srbskem in ruskem jeziku.
Vrste gradiva: 
- knjige,
- serijske publikacije,
- referenčna zbirka (slovarji, leksikoni, enciklopedije, atlasi),
- stari tiski in faksimili,
- raziskovalne naloge dijakov,
- DVD-ji in videokasete,
- CD-ji in kasete,
- CD-ROM-i.

### Zgodovina šolske knjižnice
Zgodovina knjižnice sega, tako kot zgodovina šole, v konec 19. stoletja. Šola je bila ustanovljena leta 1867 kot Državno moško učiteljišče v Ljubljani, prva omemba knjižnice pa je že iz naslednjega leta - knjižnica naj bi takrat razpolagala s 140 knjigami. Učiteljišče je gradivo (knjige, časopise, časnike, slikovno gradivo, zemljevide) pridobivalo z donacijami ministrstva za kulturo in izobraževanje ter založb, nekaj jih je kupilo samo. Večina gradiva je bila v nemškem jeziku. Gradivo je bilo razporejeno po kabinetih, vsaka zbirka pa je imela svojega varuha. 
Po selitvi v novo poslopje (današnja Resljeva cesta 12) leta 1884 je posebne prostore dobila tudi knjižnica, ki je bila razdeljena na knjižnico moškega in knjižnico ženskega učiteljišča. Zbirka se je hkrati delila tudi na gradivo za profesorje in gradivo za dijake - t. i. profesorka in dijaška knjižnica, ki sta se ločeni vodili do leta 1965. Poleg tega so obstajale še zbirke učnih gradiv posameznih kabinetov, katerih varuhi so bili učitelji, ki so te predmete poučevali. Knjižnica ni imela stalnega knjižničarja, ampak so jo vodili profesorji, ki so se menjavali skoraj vsako leto. V šolskem letu 1937/1938 so začeli knjižnico urejati po enotnem katalogizacijskem sistemu. 
Iz 30. let 20. stoletja (morda še prej) izvira najstarejša ohranjena inventarna knjiga učiteljske knjižnice, iz leta 1943 pa najstarejši ohranjeni poslovnik knjižnice, ki je takrat imela svoje prostore v učilnici v prvem nadstropju. Izdelal ga je varuh knjižnice prof. Alfonz Gspan. 
Leta 1958 je knjižnica dobila prvega knjižničarja. To je bil Marijan Vode, ki je knjižnico vodil do leta 1965. V tem času je knjižnica dobila današnjo zasnovo in strokovno postavitev, ki se je v naslednjih letih dopolnjevala. Knjižnico je leta 1965 prevzela Neda Sirnik, leta 1981 pa Zvezdana Tinta, ki knjižnico vodi še danes. 
V šolskem letu 1987/88 je bila knjižnica preseljena iz premajhne učilnice v prvem nadstropju v nove prostore na podstrešju, kjer je še danes. Knjižnica obsega več prostorov: osrednji del velikosti približno 140 m2, kjer je shranjeno knjižnično gradivo, dve majhni delovni sobi za knjižničarja in prostor, kjer so shranjeni učbeniki iz učbeniškega sklada. Leta 1990 je knjižnica dobila še čitalnico s 30 sedeži. 
Šolsko leto 1990/91 pomeni začetek računalniške obdelave gradiva. Leta 1998/99 postane knjižnica pridruženi član COBISS
Izposoja preko COBISS v testni različici se je začela 10. oktobra 2003, oktobra 2006 pa je knjižnica prešla s testne na pravo izposojo, saj je v sistemu COBISS obdelana večina gradiva. 
Knjižnica ima več kot 1000 članov (dijakov in profesorjev), vedno pogosteje pa po redkem gradivu povprašujejo tudi študentje.